# Arriverà
Arriverà è un singolo del gruppo musicale italiano Modà interpretato con la cantante italiana Emma. Il brano è stato presentato in anteprima il 15 febbraio 2011 durante la prima serata del Festival di Sanremo 2011 e pubblicato il giorno successivo. Il brano è incluso nell'album Viva i romantici dei Modà (anche in una versione senza Marrone) (quest’ultima con alcune modifiche al testo e al ritmo) e in A me piace così (Sanremo Edition) di Emma.

## Descrizione
Il brano ha partecipato alla 61ª edizione del Festival di Sanremo, apparendo sin dall'inizio tra i favoriti per la vittoria. Nella quarta serata il brano viene presentato in duetto con il cantante Francesco Renga, che al riguardo ha dichiarato:
La canzone è arrivata al secondo posto dietro a Chiamami ancora amore di Roberto Vecchioni. Durante il Festival l'orchestrazione del brano è stata diretta da Adriano Pennino.

Come definito dal frontman dei Modà Kekko Silvestre, il brano è "un colloquio tra una ragazza in difficoltà e un suo amico". Sul pezzo Emma ha invece dichiarato:
Successivamente il singolo è stato inserito in varie compilation, tra cui Sanremo 2011, Wind Music Awards 2011,  Radio Italia. 30 anni di singoli al primo posto e Je t'aime 2012.

## Controversie
Dopo la conclusione del Festival di Sanremo l'etichetta Ultrasuoni, casa discografica fondata da Rtl 102.5, RDS e Radio Italia che produce i Modà, ha accusato Radio Rai di boicottare il singolo, non includendolo nei loro palinsesti. Il direttore di Radio Rai si è difeso dalle accuse, dichiarando:
Nello stesso periodo l'AGCM, l'agenzia della libera concorrenza e del mercato, ha aperto un esposto, dopo che alcune associazioni di discografici hanno denunciato l'esagerata sovraesposizione dei Modà sui tre network radiofonici. Accusati di conflitto di interessi, in quanto produttori della band, e di dare meno visibilità ad altri artisti.
Nel brano in molti, tra critici e giornalisti, hanno notato una particolare somiglianza al brano del 1966 Riderà del cantante sammarinese Little Tony, tanto da essere accusato più volte di plagio.

## Successo commerciale
Il brano ha raggiunto la prima posizione della Top Singoli per cinque settimane ed è stato certificato multiplatino per le oltre 60.000 vendite in digitale.
Nelle classifica annuale di fine anno, stilata sempre da FIMI, risulta essere il 7° brano più scaricato in Italia nel 2011. È stato per più settimane il 2º singolo più trasmesso dalle radio, preceduto solo da Eh... già di Vasco Rossi.

## Premi e riconoscimenti

### 2011
- Wind Music Award come Premio Digital Songs Platino[18]

### 2012
- Sanremo Hit Award Download ai Sanremo Hit Award[19]

## Video musicale
Il video musicale, per la regia di Gaetano Morbioli è stato reso disponibile subito dopo la fine della prima serata di Sanremo, il 15 febbraio 2011. Il video, girato presso il Teatro alle Vigne di Lodi vede la partecipazione degli attori Davide Silvestri e Valentina Bellè, nel ruolo di una coppia da cinema muto.
Del video, così come del singolo, esistono due versioni: una in duetto con Emma e una in cui compaiono esclusivamente i Modà.

## Tracce
Testi di Francesco Silvestre, musiche di Francesco Silvestre, Enrico Zapparoli e Enrico Palmosi.
1. Arriverà (feat. Emma) – 3:33

## Classifiche

### Classifiche settimanali
| Classifica (2011) | Posizione massima |
| ----------------- | ----------------- |
| Italia            | 1                 |

### Classifiche di fine anno
| Classifica (2011) | Posizione |
| ----------------- | --------- |
| Italia            | 7         |